# Tomance (Kosovska Kamenica)
Pour l’article homonyme, voir Tomance (Istok).
Tomance en serbe latin et Tomanc en albanais (en serbe cyrillique : Томанце) est une localité du Kosovo située dans la commune/municipalité de Kamenicë/Kosovska Kamenica, district de Gjilan/Gnjilane (Kosovo) ou district de Kosovo-Pomoravlje (Serbie). Selon le recensement kosovar de 2011, elle compte 162 habitants, dont une majorité de Serbes.
Selon le découpage administratif du Kosovo, il est rattaché à la commune/municipalité de Ranilug/Ranillug.

## Démographie

### Évolution historique de la population dans la localité
| 1948 | 1953 | 1961 | 1971 | 1981 | 1991 | 2011 |
| ---- | ---- | ---- | ---- | ---- | ---- | ---- |
| 205  | 229  | 264  | 285  | 217  | 193  | 162  |

|  |